# Alec Kann
Alec Kann (Decatur, Georgia, Estados Unidos; 8 de agosto de 1990) es un futbolista estadounidense. Juega de portero y su equipo actual es el FC Cincinnati de la Major League Soccer.

## Trayectoria

### Inicios y etapa universitaria
Kann estudió en el Lakeside High School en DeKalb County, Georgia, donde comenzó a jugar al fútbol desde los tres años. Kann jugó al soccer universitario para la Universidad de Furman entre los años 2008 y 2011.
Durante su etapa de universitario, jugó para los Mississippi Brilla de la USL Premier Development League durante la temporada 2010.

### Profesional
Kann firmó por el Charleston Battery de la USL Pro el 23 de marzo de 2012. Estuvo en el club toda la temporada 2012, pero no debutó.
El 19 de marzo de 2013 fichó por el Chicago Fire de la MLS. Se fue a préstamo al Charlotte Eagles de la USL Pro en junio de 2014 y al Saint Louis FC de la United Soccer League  en marzo de 2015.
Chicago no renovó la opción de contrato de Kann durante la temporada 2015 y en el MLS Re-Entry Draft de 2015 fue elegido por Sporting Kansas City en la primera ronda.
Atlanta United eligió a Kann en la quinta ronda del draft de expansión de la MLS el 13 de diciembre de 2016.
El 16 de diciembre de 2021, fichó por el FC Cincinnati.
Además de jugar profesionalmente, Kann entrena jugadores en un recinto privado en Carolina del Norte.

## Clubes
| Club                        | País           | Año       |
| --------------------------- | -------------- | --------- |
| Mississippi Brilla          | Estados Unidos | 2010      |
| Charleston Battery          | Estados Unidos | 2012      |
| Chicago Fire                | Estados Unidos | 2013-2015 |
| Charlotte Eagles (Cesión)   | Estados Unidos | 2014      |
| Saint Louis FC (Cesión)     | Estados Unidos | 2015      |
| Sporting Kansas City        | Estados Unidos | 2016      |
| Atlanta United              | Estados Unidos | 2017-2021 |
| Charleston Battery (Cesión) | Estados Unidos | 2017      |
| Atlanta United 2 (Cesión)   | Estados Unidos | 2018      |
| FC Cincinnati               | Estados Unidos | 2021-     |
| FC Cincinnati 2             | Estados Unidos | 2022-     |